# Flykten från L.A.
John Carpenters Flykten Från L.A. eller mer känd som Flykten Från L.A. (engelska: Escape from LA) är en  amerikansk film som hade biopremiär i USA den 9 augusti 1996, regisserad av John Carpenter. Detta är uppföljaren till actionfilmen Flykten från New York. Här får man återigen följa den före detta krigshjälten Snake Plissken, spelad av Kurt Russell.

## Handling
År 2000 inträffar en stor jordbävning i Los Angeles vilket får till följd att staden slits loss från fastlandet och bildar en egen ö utanför kusten. En amerikansk presidentkandidat spelad av Cliff Robertson som också är extremt religiös har förutsagt detta då han kallar Los Angeles för syndernas stad och att den ska avskiljas från nationen. Han blir senare vald till president och startar ett nytt "Moraliskt Amerika" där alla som inte följer hans nya regler vilka bland annat inbegriper förbud mot rökning, ätande av "rött kött" och sex utanför äktenskapet blir deporterade till Los Angeles-ön. Precis som i Flykten från New York består hela ön Los Angeles av ett slags fängelsekoloni.

### Fotnoter
1. ↑  ”Escape From LA” (på engelska). Box Office Mojo. 9 augusti 1996. http://www.boxofficemojo.com/movies/?id=escapefromla.htm. Läst 21 september 2016.